# دیل ترنر (نوازنده ترومپت)
دیل ترنر (انگلیسی: Dale Turner؛زادهٔ سال۱۹۴۳ در مینه‌سوتا) یک نوازندهٔ ترومپت آمریکایی می‌باشد که بیشتر به‌خاطر عضویت در گروه موسیقی موج نو آمریکایی اوینگو بوینگو، شناخته می‌شود.